# Eurodisco
Eurodisco (fra engelsk euro disco) er en musikgenre og variant af elektronisk dansemusik, der udviklede sig fra disco i slutningen af 1970'erne. Musikgenren opstod i Europa og henter elementer fra popmusik, new wave og rock. Mange eurodisco-sange har engelsk tekst, til trods for at artisterne ofte ikke har engelsk som modersmål. Undergenrer af eurodisco omfatter europop og eurodance.
Sammenlignet med tidlig amerikansk disco blev de fleste R&B- og soul-indflydelser erstattet af flere elektroniske lyde ved at bruge syntetisere, trommemaskiner, hurtigere BPM og metronomiske, ensformige rytmer, som ofte er ledsaget af frodige og fejende strenge, 'lejrheden' og overvægt på melodi fra europop og de forskellige indflydelser fra kontinentaleuropalokale musikstilarter, spænder fra rumba flamenca (Santa Esmeralda) til polka (Dschinghis Khan). Andre ledende producere/komponister af tidlig euro-disco var Alec R. Costandinos, Giorgio Moroder, Frank Farian (hjernen bag Boney M., og produceren fra Eruption, Gilla) og Michael Kunze (som samlede Silver Convention). ABBA's strejftog til euro-disco tjente som inspiration for flere kun-pigegrupper, såsom Baccara, Luv' og Arabesque.
I de tidlige 80'er blev italo disco den dominerende kraft for discomusik i Europa og den italienske lyd blev efterlignet på tværs af mange europæiske lande. I midt 80'erne genoprettede euro-disco dens popularitet med den kæmpe succes fra Modern Talking. Bandets leder, Dieter Bohlen, producerede også C. C. Catch og var den største indflydelse af, at 80'er-euro-disco blandede det elektroniske dansemusik fra 80'erne med nær-tyggegummimusik-melodier og hoppende beats med et særpræget 4x4-mønster. Andre populære euro-discokunstnere fra 80'erne var Sandra, Bad Boys Blue, Hubert Kah, London Boys og Silent Circle. 80'ernes euro-disco var også ret indflydelsesrig for de populære Stock Aitken Waterman-produktioner fra den tid. I de tidlige 90'er med successen af de nye stilarter af dansemusik (house, techno & trance) gik euro-disco i nedgang, men det var indflydelsesrigt i udviklingen af eurodance, faktisk var der flere euro-disco-80'er-akter som dukkede op igen i 90'erne med en eurodance-lyd og nogle gange er 80'er-euro-disco henvist til som 80'er-eurodance.